# إم إم إيه مباشر
أم أم أيه مباشر (بالإنجليزية: MMA Live)‏ كان عرضًا رياضيًا حول فنون القتال المختلطة. شوهد على إي إس بي إن 2 [الإنجليزية]. شارك في البرنامج محللون مثل فرانكلين ماكنيل وبات ميليتش وآخرين. كان أم أم أيه مباشر في الأصل برنامجًا عبر الإنترنت، لكنه انتقل إلى التلفزيون بعد الاستقبال الإيجابي له. شوهد العرض أيضًا في المملكة المتحدة وجمهورية أيرلندا وأستراليا ونيوزيلندا على إي إس بي إن. منذ عام 2011، لم يتم إنتاج حلقات جديدة من عرض أم أم أيه مباشر. ومع ذلك، يتم تحديث مقاطع الفيديو الفردية التي تعرض أخبار فنون القتال المختلطة التي تحمل علامة أم أم أيه مباشر بانتظام على موقع الويب الخاص بإي إس بي إن.
من بين المضيفين المتقطعين الآخرين للعرض، شيل سونين، بريان ستان، وميغيل توريس، وستيفان بونار ومحمد لاوال. كان فنون القتال المختلطة للأغبياء (بالإنجليزية: MMA For Dummies)‏ جزءًا من أم أم أيه مباشر، والذي تضمن تقنيات قتال فنون القتال المختلطة. أظهر كل مقطع تقنية واحدة بطريقة أساسية ومباشرة، يؤديها مقاتل بارز في فنون القتال المختلطة.